# Coin-sur-Seille

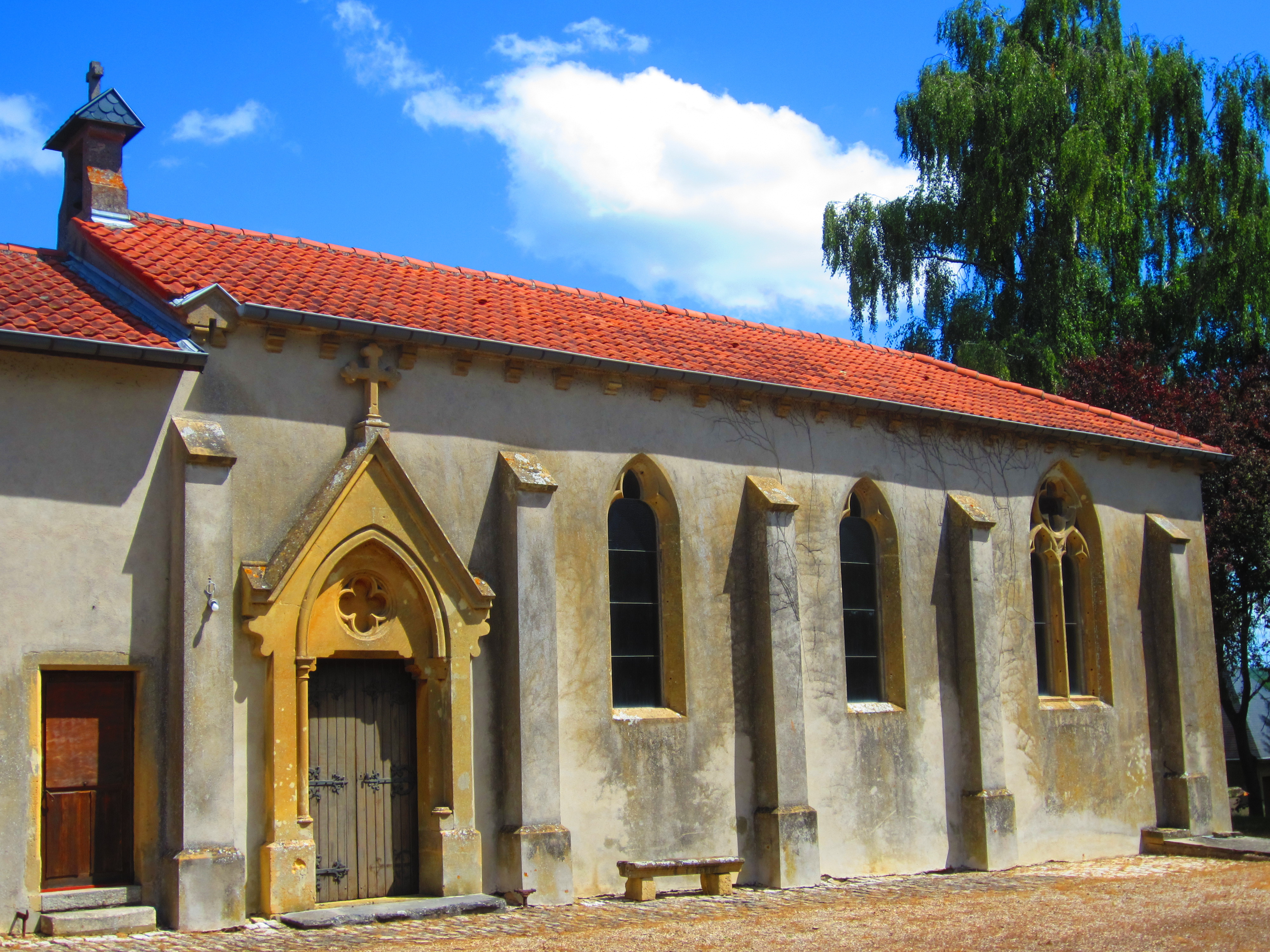
Kapelle St. Laurent

Coin-sur-Seille (deutsch Coin an der Seille) ist eine französische Gemeinde mit 334 Einwohnern (Stand 1. Januar 2022) im Département Moselle in der Region Grand Est (bis 2015 Lothringen). Sie gehört zum Arrondissement Metz.

## Geographie
Die Gemeinde Coin-sur-Seille liegt in Lothringen, am linken Ufer der  Seille, etwa dreizehn Kilometer südlich von  Metz und drei Kilometer westlich von Verny. Das Gemeindegebiet umfasst 3,31 km².

## Geschichte
Der Ort wurde 1404 als Con erwähnt und gehörte früher zum Bistum Metz.
Durch den Frankfurter Frieden vom 10. Mai 1871 kam die Region an das deutsche Reichsland Elsaß-Lothringen, und das Dorf wurde dem Landkreis Metz im Bezirk Lothringen zugeordnet. Die Dorfbewohner betrieben Getreide- und Weinbau sowie Viehzucht.
Nach dem Ersten Weltkrieg musste die Region aufgrund der Bestimmungen des Versailler Vertrags 1919 an Frankreich abgetreten werden. Im Zweiten Weltkrieg war die Region von der deutschen Wehrmacht besetzt.
Das Dorf trug 1915–1919 und 1940–1944 den eingedeutschten Namen Selzeck.

### Demographie
| Anzahl Einwohner seit Anfang des 20. Jahrhunderts | Anzahl Einwohner seit Anfang des 20. Jahrhunderts | Anzahl Einwohner seit Anfang des 20. Jahrhunderts | Anzahl Einwohner seit Anfang des 20. Jahrhunderts | Anzahl Einwohner seit Anfang des 20. Jahrhunderts | Anzahl Einwohner seit Anfang des 20. Jahrhunderts | Anzahl Einwohner seit Anfang des 20. Jahrhunderts | Anzahl Einwohner seit Anfang des 20. Jahrhunderts | Anzahl Einwohner seit Anfang des 20. Jahrhunderts |
| ------------------------------------------------- | ------------------------------------------------- | ------------------------------------------------- | ------------------------------------------------- | ------------------------------------------------- | ------------------------------------------------- | ------------------------------------------------- | ------------------------------------------------- | ------------------------------------------------- |
| Jahr                                              | 1962                                              | 1968                                              | 1975                                              | 1982                                              | 1990                                              | 1999                                              | 2007                                              | 2019                                              |
| Einwohner                                         | 113                                               | 133                                               | 239                                               | 297                                               | 301                                               | 278                                               | 300                                               | 338                                               |